# Karl Hess
Karl Hess (ur. 25 maja 1923 w Waszyngtonie, zm. 22 kwietnia 1994) – amerykański filozof polityki, krytyk systemu podatkowego, dziennikarz, redaktor, jeden ze współtwórców anarchokapitalizmu, ateista, autor kilkunastu książek w tym Mostly on the Edge, Dear America, Community Technology i Capitalism for Kids oraz dziesiątek przemówień dla wszystkich najważniejszych Republikanów połowy XX wieku – Richarda Nixona, Dwighta Eisenhowera, Geralda Forda i Barry’ego Goldwatera, który określał go mianem współczesnego Szekspira.

## Młodość
Hess urodził się w Waszyngtonie, ale w dzieciństwie przeniósł wraz z rodzicami na Filipiny. Po tym, jak matka wystąpiła o rozwód (po zdradzie, jakiej dopuścił się jej mąż) mały Karl wrócił wraz z nią do Waszyngtonu. Odmówiła przyjęcia alimentów oraz jakiegokolwiek wsparcia od byłego męża i utrzymywała rodzinę na skromnym poziomie z pensji telefonistki.
Karl podobnie jak matka, był zdania, że system publicznej edukacji to strata czasu i nie przykładał się do nauki. W wieku 15 lat zakończył edukację i został zatrudniony jako pomoc dziennikarska w Mutual Broadcasting System. Do pracy przyjął go Walter Comp, komentator polityczny Mutual pracujący w tym samym budynku, co matka Hessa. W wieku 18 lat Karl Hess został asystentem redaktora w Washington Daily News. Później pracował także jako redaktor w The Fisherman i w Newsweeku, skąd został wyrzucony po tym, jak odmówił napisania nekrologu prezydenta Franklina D. Roosevelta. Później pracował w Champion Papers and Fibre Company, gdzie za namową swoich szefów, widzących w tym interes firmy, zaangażował się w kampanię republikanów. W tym czasie poznał senatora Arizony Barry’ego Goldwatera, którego prezydencką kampanię później współtworzył.
W 1942 chciał zaciągnąć się do armii, ale nie został przyjęty ze względu na przebytą jeszcze na Filipinach malarię.
W książce Dear America Hess napisał, że ateistą został po doświadczeniach pracy w prosektorium w wieku 15 lat. Patrząc na zwłoki zrozumiał, że człowiek to tylko ciało i krew i nic poza tym. Wcześniej zagorzały katolik, od 15. roku życia nie chodził do kościoła.

## Działalność polityczna
Jako autorowi przemówień senatora Goldwatera przypisuje mu się autorstwo powiedzenia „Ekstremizm w obronie wolności nie jest zbrodnią; umiar w dążeniu do sprawiedliwości nie jest cnotą”. Sam Hess przyznał, że zdanie to znalazł w liście historyka prezydenta Lincolna Harry’ego Jaffa, a była to parafraza cytatu z Cycerona. Goldwater użył go w swoim wystąpieniu po otrzymaniu nominacji Partii Republikańskiej na urząd prezydenta i zgodnie z tym, co pisał Playboy, wypowiedź ta sprawiła, że senator Goldwater stracił wiele głosów.
Po przegranych przez Goldwatera wyborach w 1964 roku (przegrał z Lyndonem Johnsonem), Hess pożegnał się z Partią Republikańską i rozpoczął pracę jako spawacz. Zaczął również pisywać do gazet teksty, w których krytykował wielki biznes, hipokryzję i kompleksy Ameryki.
W 1964 wraz z Murrayem N. Rothbardem przystąpił do lewicowej organizacji Students for a Democratic Society, w ramach której rozpoczął aktywną działalność przeciwko wojnie wietnamskiej, segregacji rasowej (był jednym z nielicznych białych przyjętych do Czarnych Panter – radykalnego ugrupowania murzyńskiego walczącego o równouprawnienie Czarnych) i przymusowemu opodatkowaniu.
Demokratyczny prezydent Johnson niezadowolony z krytyki i faktu, że Hess wcześniej udzielał się w Partii Republikańskiej, polecił IRS (Internal Revenue Service – amerykański urząd skarbowy) skontrolowanie tego zdeklarowanego przeciwnika podatków. Podczas audytu kontroler skarbowy udowadniał, że nieważne, czy w deklaracjach wszystko jest w porządku, ważne, czy jest niezgodne z prawem. Hess w odpowiedzi wysłał do IRS kopię Deklaracji Niepodległości wraz z listem, w którym oświadczył, że nie zamierza więcej płacić podatków.
Urząd skarbowy skonfiskował mu majątek i zajął na poczet zaległych podatków przyszłe zarobki. Gdy Hess w liście zapytał, z czego w takim razie ma żyć, IRS odpowiedział, że jest to już jego problem. Wtedy Hess nauczył się spawać i zatrudnił się w jednej z waszyngtońskich firm w zamian za żywność i miejsce do spania. Obok pracy „zarobkowej” wykonywał też artystyczne rzeźby, z których część trafiła w ręce wytrawnych kolekcjonerów.
W 1968 roku Richard Nixon został wybrany prezydentem USA a senator Barry Goldwater powrócił do kongresu. Ze względu na starą znajomość Hess zgodził się napisać kilka przemówień dla Goldwatera, w których przekonywał do zniesienia obowiązkowego poboru do wojska. Goldwater po lekturze tekstów miał powiedzieć: „Zobaczymy, co powie na to Dick Nixon”. Hess gardził Nixonem i nie chciał sytuacji, w której będzie zależny od jego opinii. Postanowił więc definitywnie zakończyć współpracę z Goldwaterem.
Hess coraz bardziej przekonywał się do anarchistycznych idei pod wpływem rozmów i lektury książek swojego przyjaciela Murraya Rothbarda i prac Emmy Goldman, o których twierdził, że zawierają esencję Ayn Rand bez „tego idiotycznego solipsyzmu, na punkcie którego Rand był tak czuła”.

## Działalność pisarska
W latach 1969–1971 wydawał wraz z Rothbardem The Libertarian Forum.
W 1969 roku opublikował w Playboyu artykuł The Death of Politics, uważany za jeden z najważniejszych manifestów libertariańskich, który jak żaden inny przyczynił się do powstania współczesnego ruchu wolnościowego. Pisał w nim:
„Siła i władza będące substytutami zdrowego rozsądku są potworami. jakie nękają współczesny świat. Są duchami groźnej i przesądnej przeszłości. A polityka jest ich siostrą. Na przestrzeni czasu była ona zinstytucjonalizowanym zaprzeczeniem zdolności człowieka do wykorzystania jego własnych zdolności dla własnego przetrwania. Istnieje ona wyłącznie dzięki dobrom które w imię wątpliwych celów i tzw. zasad moralnych zdołała skraść kreatywnym i produktywnym ludziom.”
Twierdził, że politycy robią od czasu do czasu dobre rzeczy, ale dopiero wówczas gdy wszystkie wcześniej stosowane przez nich środki zawiodły.
W połowie lat 70. przeprowadził się wraz z żoną z Waszyngtonu do Zachodniej Wirginii, gdzie zamieszkał w zbudowanym przez siebie samowystarczalnym energetycznie domku jednorodzinnym i zaangażował się w programy dobroczynne. Pomagając biednym i pracując z dziećmi z murzyńskich gett zyskał sobie uznanie lokalnej społeczności. Tym samym zrealizował wszystkie swoje życiowe plany – być dobrym przyjacielem, kochankiem, sąsiadem.
W 1992 roku, mimo poważnej choroby serca zgodził się wystartować z listy Libertarian Party na stanowisko gubernatora Zachodniej Wirginii. Spytany przez jednego z dziennikarzy, co zrobi jeśli rzeczywiście zostanie wybrany na to stanowisko (co z powodu problemów z dopuszczeniem do wyborów, wydawało się niemożliwe) odpowiedział – „Zażądam ponownego przeliczenia głosów!”. Tuż po kampanii przeszedł kilka poważnych operacji, po których rozpoczął pracę nad autobiografią „Mostly on the Edge”.